# Eta1 Pictoris
Eta1 Pictoris (η1 Pictoris, förkortat Eta1 Pic, η1 Pic) som är stjärnans Bayerbeteckning, är en ensam stjärna belägen i den mellersta delen av stjärnbilden Målaren. Den har en skenbar magnitud på 5,37 och är synlig för blotta ögat där ljusföroreningar ej förekommer. Baserat på parallaxmätning inom Hipparcosuppdraget på ca 38,4 mas, beräknas den befinna sig på ett avstånd på ca 85 ljusår (ca 26 parsek) från solen. Den hade sin närmaste position till solen för omkring 1,1 miljoner år sedan med en perihelionpassage på ca 24 ljusårs avstånd. 

## Egenskaper
Eta1 Pictoris är en gul till vit stjärna i huvudserien av spektralklass F5 V och är kromosfäriskt aktiv. Den har en massa som är omkring 40 procent större än solens massa, en radie som är ca 10 procent större än solens och utsänder från dess fotosfär ca 3,7 gånger mera energi än solen vid en effektiv temperatur på ca 6 600 K.